# 大塚博堂・デラックス・パッケージ'82
『大塚博堂・デラックス・パッケージ'82』（おおつかはくどう・デラックス・パッケージ はちじゅうに）は、1981年12月5日に発売された大塚博堂の2枚組ベスト・アルバムである。

## 収録曲
| 全作曲: 大塚博堂。 |                                          |          |            |              |
| #                  | タイトル                                 | 作詞     | 作曲・編曲 | 編曲         |
| 1.                 | 「結婚する気もないのに」                 | 藤公之介 | 大塚博堂   | あかのたちお |
| 2.                 | 「ピアノコンチェルトは聞こえない」       | るい     | 大塚博堂   | 宮川泰       |
| 3.                 | 「翌朝」                                 | 藤公之介 | 大塚博堂   | 馬飼野康二   |
| 4.                 | 「季節の中に埋もれて」                   | 藤公之介 | 大塚博堂   | 森岡賢一郎   |
| 5.                 | 「星への階段」                           | 大塚博堂 | 大塚博堂   | あかのたちお |
| 6.                 | 「ふるさとでもないのに」                 | 藤公之介 | 大塚博堂   | 佐藤準       |
| 7.                 | 「めぐり逢い紡いで」                     | るい     | 大塚博堂   | あかのたちお |
| 8.                 | 「新宿恋物語」                           | 藤公之介 | 大塚博堂   | あかのたちお |
| 9.                 | 「休日」                                 | 山川啓介 | 大塚博堂   | クニ河内     |
| 10.                | 「「ドミノ倒し」を知ってますか」         | 山川啓介 | 大塚博堂   | クニ河内     |
| 11.                | 「旅でもしようか」                       | 藤公之介 | 大塚博堂   | あかのたちお |
| 12.                | 「ダスティン・ホフマンになれなかったよ」 | 藤公之介 | 大塚博堂   | 惣領泰則     |

| 全作曲: 大塚博堂。 |                                |          |            |              |
| #                  | タイトル                       | 作詞     | 作曲・編曲 | 編曲         |
| 1.                 | 「明日のジョーは帰らない」     | るい     | 大塚博堂   | 大村雅朗     |
| 2.                 | 「哀しみ通せんぼ」             | るい     | 大塚博堂   | 船山基紀     |
| 3.                 | 「見送った季節のあとで」       | 藤公之介 | 大塚博堂   | 森岡賢一郎   |
| 4.                 | 「そんなに見つめちゃ歌えない」 | るい     | 大塚博堂   | クニ河内     |
| 5.                 | 「ライ麦畑でつかまえて」       | るい     | 大塚博堂   | クニ河内     |
| 6.                 | 「途中下車」                   | 山川啓介 | 大塚博堂   | クニ河内     |
| 7.                 | 「過ぎ去りし想い出は」         | 大塚博堂 | 大塚博堂   | 森岡賢一郎   |
| 8.                 | 「私はもう女です」             | るい     | 大塚博堂   | 船山基紀     |
| 9.                 | 「娘をよろしく」               | 広瀬俊夫 | 大塚博堂   | 森岡賢一郎   |
| 10.                | 「今夜はサンバ」               | 大塚博堂 | 大塚博堂   | 福井峻       |
| 11.                | 「LOVE IS GONE」               | るい     | 大塚博堂   | 宮川泰       |
| 12.                | 「Never Could Say Good-bye」   | 大塚博堂 | 大塚博堂   | あかのたちお |